# Варикоз
Варико́з також варико́зне розши́рення вен або варикозна хвороба (лат. varix — «вузол, здуття») — захворювання, яке проявляється нерівномірним розширенням вен, збільшенням їх довжини, зміною їх форми — стоншенням венозної стінки і утвореням у ній патологічних вузлів.

## Історія і сучасний стан захворювання
Варикозне захворювання відоме з давніх-давен, про що свідчать численні згадки про нього в історичних документах. Свідчення про варикоз можна зустріти в єгипетських папірусах, Візантійському зведенні законів про медицину і навіть у Старому Заповіті.
Цю недугу з давнини вважали такою, «що збиває з ніг». Лікувати варикоз у свій час намагалися, щоправда без особливих успіхів, видатні лікарі минулого Гіпократ, Авіценна, Гален і Парацельс.
В Україні здавна варикоз лікували методами народної медицини — за допомогою п'явок.
За статистикою хронічні захворювання нижніх кінцівок і вен є одними з найпоширеніших у дорослого населення. Їхні ускладнення і фонові хвороби, такі як дерматити, целюліт, кровотечі, тромбоз і трофічні виразки часто призводять до тривалої втрати працездатності, а іноді є причиною інвалідності.

## Прояви і перебіг варикозу
Варикоз — самостійне захворювання судин, які несуть кров до серця (вен), але часто поєднане з іншими захворюваннями, або є їх наслідком. Варикоз має прогресуючий перебіг, що нерідко спричиняє незворотні зміни у підшкірних венах, шкірі, м'язах і кістках.
Найчастіше уражаються вени в легкостискуваних, рухливих тканинах: нижніх кінцівках, прямій кишці (геморой), сім'яному канатику (варикоцеле) та підслизовому шарі стравоходу, не так часто вени промежини (у жінок).
Візуально симптоматику варикоза на ногах виявити легко — він характеризується наявністю розширених і звивистих вен стопи, гомілки і стегна. Варикозне розширення вен спричинює відчуття тяжкості й болю в ногах, швидку втомлюваність і набряклість, нерідко зміни шкіряного покриву.
Варикоз — серйозне захворювання, при якому вени втрачають свою еластичність, розтягуються і розширюються. Цьому сприяють природжена слабкість венозних стінок і неповноцінність їх клапанів, що приводить до ускладнення течії крові й підвищення внутрішньосудинного тиску. Венозні клапани відіграють роль замкі́в: коли кров проходить через клапани, замо́к замикається і не пропускає кров назад. Тільки-но ця система перестає спрацьовувати, кров починає вільно спливати вниз і застоюється в ногах.
Внаслідок цього нерівномірно розширюється просвіт вен — вони вибухають звивистими вузлами. Шкіра над ними стає тоншою та сухішою, легко травмується, а згодом пігментується (спочатку потемніння, а згодом покриття коричневими плямами). У подальшому варикоз може ускладнюватися набряками. Підсилюється біль, який особливо непокоїть вечорами (загалом в другій половині дня). Такі ушкодження нерідко ведуть до тромбофлебіту, а порушення живлення тканин — до утворення трофічних виразок (ранок типу екзема, які важко гояться).
Люди з варикозним розширенням вен можуть мати позитивний результат аналізу крові на D-димер через хронічний тромбоз низького рівня в розширених венах.

## Теорії виникнення і фактори ризику варикозу
Одна з головних причин варикозного розширення вен — ускладнений відтік крові внаслідок тромбозу глибоких вен, здавлення тазових вен вагітною маткою чи пухлиною.
Очевидно, що кров тече по венах ніг знизу вгору, тобто супроти дії земного тяжіння. Це відбувається внаслідок наступних причин-механізмів: тиск крові із артерій (незначний внесок), скорочення м'язів ніг під час руху (діє як помпа), наявність у венах клапанів, що протидіють зворотному протіканню крові (в даній ситуації згори донизу) та зменшують загальний тиск в вертикально розміщеній вені, при перевантаженні спрацьовує система перфорантних вен (між глибокими та поверхневими венами) розподіляючи навантаження.
Саме нездатність цих клапанів виконувати свою функцію і спричинює порушення венозного крововідтоку, що призводить до розтягнення вен. Збільшення просвіту вени, своєю чергою, ще більш погіршує роботу клапана, оскільки він не здатний перекрити просвіт з уже збільшеним діаметром судини. Отже, рух крові вниз посилюється, а вгору сповільнюється, в судині збільшується тиск та поступово розвивається застій крові (венозний застій), і зрештою це означає кільцеву патологію.
Причини виникнення варикозу вивчали численні фахівці.
Усі наявні теорії можна об'єднати в кілька груп:
- т. зв. гемодинамічна група теорій, прибічники яких вбачають причини варикозу у його пусковому моменті і початків розвитку, тобто розладах гемодинаміки; на їх думку варикоз є наслідком незадовільної роботи клапанного апарату поверхні венозної системи.
- т. зв. механістична група теорій  — розробники цих теорії переконані у тому, що основними причинами розвитку варикозу є механічні перепони на шляху крововідтоку.
- теорія про вроджену схильність до варикозу — її апологети і захисники обстоюють переконання, що варикозне захворювання розвивається внаслідок природженої слабкості елементів венозної стінки.
- т. зв. нейроендокринна теорія, прибічники якої засадничим у виникненні і розвитку варикозу вважають нейроендокринні порушення.
- т. зв. алергічна група теорій — розробники цих теорій стверджують, що первинним у патології варикозу є імунологічні порушення та алергічні реакції.

Факторами, які спричиняють виникнення цієї недуги, є:
- генетичний — вроджена слабкість сполучної тканини;
- ожиріння;
- вагітність;
- професійний  — робота, пов'язана з довгим малорухомим перебуванням на ногах.

Однак професійний фактор (фізична праця ковалів, вантажників тощо або тривале перебування на ногах кухарів, продавців тощо) не має вирішального значення, а тільки сприяє розвиткові захворювання.

## Механізм розвитку

Формування варикозного розширення вен. Нормально функціонуюча вена без патології венозних клапанів (А). Варикозне розширення вен з деформованим клапаном, порушенням припливу крові, і тонкими, розтягнутими стінками вен (B).

Пусковим механізмом у розвитку варикозної хвороби, вважають порушення нормальної роботи венозних клапанів з виникненням зворотного потоку (рефлюксу) крові. На клітинному рівні це пов'язано з порушенням фізіологічної рівноваги між м'язовими клітинами, колагеном та еластичними волокнами венозної стінки.
На початковому етапі, за наявності генетичних чинників ризику та обставин, що провокують хворобу (наприклад, тривале знаходження в положенні стоячи) виникає уповільнення струму венозної крові. При цьому змінюється так званий shear-stress параметр, що являє собою сукупність показників руху крові судиною. На зміну параметра реагує ендотелій. Ендотеліальні клітини запускають механізм, відомий під назвою «лейкоцитарний ролінг».
У силу ще недостатньо вивчених взаємодій, до ендотелію спрямовуються лейкоцити та «катаються» по його поверхні. Якщо фактор, що провокує хворобу, діє тривалий час, то лейкоцити міцно фіксуються до ендотеліальних клітин. Так активується процес запалення, яке поширюється венозним руслом нижніх кінцівок, викликаючи та поєднуючись з дисфункцією ендотеліальних клітин, а потім і ураженням венозної стінки на всю товщину. Найшвидше цей процес відбувається в венозних клапанах, які схильні до постійних механічних навантажень.
Як правило, першими уражаються клапани, піддані максимальному механічному навантаженню. У цьому разі патологічний скид крові відбувається крізь гирло великої та малої підшкірної вени, іноді — крізь великі перфорантні вени. Надлишковий обсяг крові, що виникає в поверхневих венах, поступово призводить до надмірного розтягнення венозної стінки. Зростає загальний обсяг крові, що міститься в поверхневому венозному руслі нижніх кінцівок. Цей обсяг крові продовжує дренуватися в глибоку систему крізь перфорантні вени, та розтягує їх. У підсумку, в перфорантних венах виникає дилатація та клапанна недостатність.
Тепер під час роботи м'язової венозної помпи, частина крові скидається крізь неспроможні перфорантні вени в підшкірну мережу. З'являється так званий «горизонтальний» рефлюкс. Це призводить до зниження фракції викиду при «систолі» м'язової венозної помпи та появи додаткового об'єму в поверхневому руслі. З цієї миті робота м'язової венозної помпи втрачає свою ефективність.
Виникає динамічна венозна гіпертензія — при ходьбі тиск у венозній системі перестає знижуватися до цифр, необхідних для забезпечення нормальної перфузії крові через тканини. Виникає хронічна венозна недостатність. Спочатку з'являються набряки, потім разом з рідиною в підшкірну клітковину проникають формені елементи крові (еритроцити, лейкоцити). Виникає ліподерматосклероз та гіперпігментація. При подальшому збереженні та поглибленні порушень мікроциркуляції та стазу крові, відбувається загибель клітин шкіри і виникає трофічна виразка.

## Клінічні ознаки
Провідною ознакою варикозної хвороби є розширення підшкірних вен, через яку хвороба й отримала свою назву. Варикозне розширення вен, як правило, з'являється в молодому віці, у жінок — під час або після вагітності. На початкових стадіях захворювання з'являються нечисленні та достатньо неспецифічні прояви. Хворих турбують відчуття тяжкості та підвищеної стомлюваності в ногах, розпирання, печіння та іноді нічні судоми в литкових м'язах. Одним із частих проявів, що з'являються вже на самому початку захворювання, бувають минущі набряки та біль по ходу вен (часто ще не розширення). При варикозі ніг відзначають невелику набряклість м'яких тканин, звичайно в області стоп, щиколоток та нижній частині гомілок. Весь цей набір ознак настільки відрізняється від пацієнта до пацієнта, що практично єдиною вдалою його назвою слід визнати «синдром важких ніг» (не плутати з «синдромом неспокійних ніг»). Не обов'язково наявність цього синдрому призводить до подальшої варикозної трансформації вен. Однак більшість хворих з варикозним розширенням вен нижніх кінцівок на початку захворювання відзначали деякі з перерахованих ознак. Усі вони зазвичай більш виражені у вечірній час, після роботи, або при тривалому стоянні, особливо в спекотну погоду.
Хвороба розвивається повільно — роками, а деколи і десятиліттями. Пізніше до перерахованих суб'єктивних симптомів приєднуються набряки, що регулярно виникають до вечора та зникають до ранку. Спочатку набряки спостерігаються в області кісточок і тилу стопи, а потім поширюються на гомілку. При появі таких набряків слід говорити про хронічну венозну недостатність. Колір шкіри набуває синюшного відтінку. Якщо пацієнти на цій стадії не отримують необхідного лікування, у деяких з них виникає гіперпігментація шкіри гомілок та ліподерматосклероз. У більш запущених випадках виникають трофічні виразки.

## Небезпеки хвороби
Небезпечна не варикозна хвороба, а тромбофлебіт або флеботромбоз, що з'являються на її тлі. Це призводить до утворення тромбів і запалення (чи навпаки). Тромби можуть звужувати та навіть перекривати просвіт вени, а також, відриваючись від стінки судини, по системі нижньої порожнистої вени потрапляти в судини легені. При цьому може виникнути тромбоз легеневої артерії та її дрібних гілок, що є загрозливим ускладненням, яке інколи закінчується летально. Є ціла низка лікувальних заходів, спрямованих на запобігання цього стану (наприклад, встановлення кава-фільтру), але їх треба починати з консультації флеболога та дослідження згортання крові.

## Лікування
Варикозне розширення вен нижніх кінцівок — захворювання хірургічне, тому радикальне його лікування можливе лише хірургічними методами.
Узагальнено всі методи лікування варикозного розширення вен можна поділити на нехірургічні та хірургічні.
Людям, для яких актуальні фактори ризику та які мають спадкову схильність до варикозної хвороби необхідно один раз на 2 роки консультуватися у флеболога з обов'язковим ультразвуковим дослідженням вен.

### Методики лікування варикозу
Варто пам'ятати, що лікування варикозу належить до компетенції судинних хірургів, які власне і вправі вирішити, в який спосіб лікувати пацієнта у кожному окремому випадку.
Доопераційні методи лікування варикозу охоплюють різноманітні засоби для покращення крововідтоку — загальна профілактика і лікувальна фізкультура, зокрема регулярне ходіння; носіння еластичного бинта, фізіотерапевтичні процедури і вживання деяких лікарських засобів, в тому числі й антибіотиків. Однак, дохірургічні способи боротьби з варикозним захворюванням ефективні лише на його ранніх стадіях, коли зміни шкіряного покриву ще не виражені так різко.
Для досягнення успіху в лікуванні потрібно впливати на основні механізми розвитку хвороби: укріплювати стінку судини, покращувати властивості реології крові і стан внутрішньої стінки судин. Безумовно, ефективність лікування залежить від стадії хвороби, на якій воно почато. Лікувально-реабілітаційна програма поєднує фізіотерапевтичне лікування і медикаментозну корекцію.
До хірургічних методик відносять як традиційну відкриту хірургію — безпосереднє видалення уражених варикозом зон, так і деякі безкровні методики, як традиційної медицини, так і новітні, позитивний ефект від дії яких ще остаточно не вивчений.
Механізм дії хірургічного методу полягає в тому, що після видалення хворих зовнішніх вен, здорові внутрішні, які до того були лише допоміжними, перебирають на себе їх функції.
До безкровних методик лікування варикозу відносять:
- склеротерапія
- лазеротерапія

#### Склеротерапія
- склеротерапія варикозних вен — метод «видалення» розширених вен, що полягає у внутрішньовенному введенні спеціальних препаратів — склерозантів.

Сучасний спосіб усунення варикозних розширених вен, що полягає у введенні до вени спеціального препарату, який «склеює» вену. Іноді виконують під контролем УЗД. Уражена вена наче «склеюється» зсередини і перестає функціонувати, що дає змогу крові вільно відтікати здоровими венами. Ця методика практикується вже понад 150 років. У досвідчених руках лікаря процедура є безпечною і практично безболісною. Склерозування провадиться амбулаторно, пацієнт не відірваний від нормального життя. Сеанси склеротерапії здійснюються раз на тиждень. Тривалість лікування залежить від стадії та форм захворювання. Зазвичай хворі потребують 3-6 лікувальних сеансів для кожної ноги і від 3 до 5 ін'єкцій склерозуючого препарату за один сеанс. Позитивний косметичний результат лікування проявляється через 2-8 тижнів після проведення останньої процедури. Після лікування склеротерапією поліпшується крововідтік у здорових венах, поновлюються процеси живлення у тканинах, зникають або значно зменшуються симптоми захворювання.

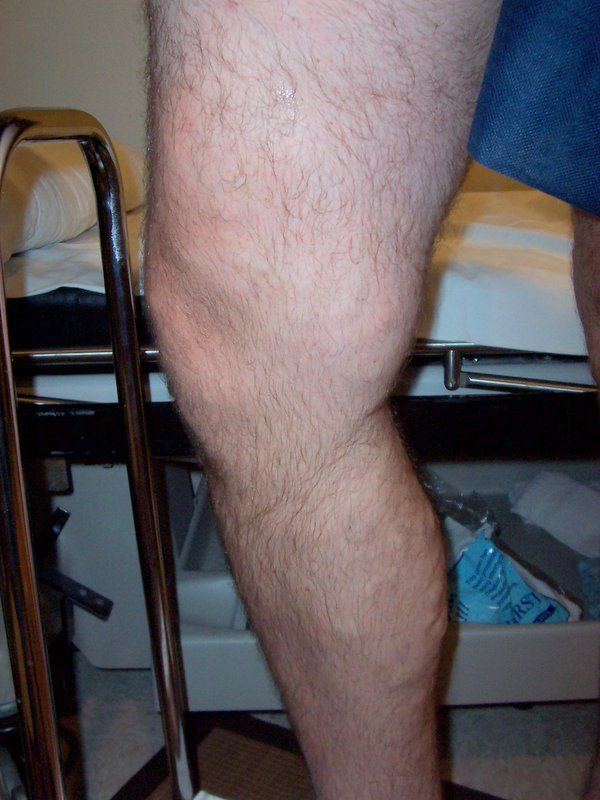
Варикоз вен після проведення лазеротерапії

#### Лазеротерапія
- лазеротерапія в місцях розширених вен полягає у опроміненні лазером вздовж всієї вени для поліпшення трофічних процесів у судинах і навколишніх тканинах; на сьогодні визнається дуже дієвою методикою лікування. Бинтування знімається з ніг пацієнта за 48 годин після проведення операції.

##### Лазерна коагуляція варикозних вен
Ендовазальна (ендовенозна) лазерна коагуляція (облітерація) варикозних вен (ЕВЛК, ЕВЛО) — сучасний мініінвазивний метод лікування варикозного розширення вен. Метод не вимагає виконання розрізів та госпіталізації до лікувального стаціонару.

### Хірургічні методи
Треба пам'ятати, що як і будь-яка операція, видалення вен хірургічним шляхом має свої протипоказання та показання.

#### Флебектомія
Флебектомія являє собою хірургічну операцію з видалення варикозних розширених вен. Сучасна флебектомія являє собою комбіноване втручання та передбачає три етапи:
- усунення джерела рефлюксу крізь сафено-феморальне соустя або сафено-поплітеальне соустя
- видалення магістральної підшкірної вени
- видалення варикозних розширених приток
- усунення рефлюксу в неспроможних перфорантних венах

#### Радіочастотна коагуляція варикозних вен
Радіочастотна коагуляція (абляція) варикозних вен (РЧК, РЧА) — метод ендовенозного лікування варикозного розширення підшкірних вен нижніх кінцівок, метою якого є усунення рефлюксу великою та/або малою підшкірною веною. Процедура радіочастотної коагуляції варикозних вен виконується під ультразвуковим контролем, під місцевою анестезією, без розрізів і без госпіталізації.[джерело?]

### Консервативна терапія
Консервативну терапію варикозної хвороби не слід протиставляти лікуванню хірургічному. Цей спосіб використовують в комплексі з ним, доповнюючи його. Як основне лікування його використовують при неможливості виконати хірургічне втручання. Консервативне лікування не приводить до повного одужання, однак сприяє поліпшенню самопочуття і може сповільнити швидкість прогресування захворювання.
Консервативне лікування використовують:
- Для підготовки хворих із запущеними формами хронічної венозної недостатності (ХВН) до оперативного лікування.
- Коли хірургічне втручання з певних причин неможливе або відкладається.
- Для якнайшвидшої реабілітації хворих у післяопераційний період.

Основними завданнями консервативного лікування варикозної хвороби є:
- усунення ознак ХВН;
- профілактика рецидивів захворювання;
- збереження працездатності;
- підвищення якості життя пацієнтів.

#### Медикаментозна терапія
Лікарські препарати для лікування варикозної хвороби повинні задовольняти таким критеріям:
- Підвищувати тонус вен
- Зменшувати проникність капілярів і покращувати лімфодренаж
- Поліпшувати мікроциркуляцію та усувати реологічні розлади
- Інгібувати адгезію лейкоцитів до венозної стінки та купірувати запалення
- Добре переноситися хворими

| Хімічна сполука               | Активний компонент                                           | Торгова назва в Україні                                    |
| ----------------------------- | ------------------------------------------------------------ | ---------------------------------------------------------- |
| Альфа-Бензопірони             | - Кумарини                                                   | В Україні не зареєстровані                                 |
| Гамма-Бензопірони (флавоніди) | - Діосмін - Геспередин - Метилхалькон - Флавоноевая кислота  | - Венарус - Детралекс - Цикло-3-Форт - Носталекс           |
| Похідні рутина                | - Рутозид та гідроксірутозіди                                | - Анавенол - Венорутон - Рутин - Троксерутин - Троксевазин |
| Пікногенол                    | - Лейкоціанідол - Проціанід - Олігомери                      | - Ендотелон                                                |
| Сапоніни                      | - Есцин - Рускозіди                                          | - Анавенол - Аесцін - Репарил - Ескузан                    |
| Похідні ріжків                | - Дигідроерготамін - Дигідроергокрістін - Дигідроергокріптін | - Вазобрал                                                 |
| Синтетичні сполуки            | - Трибенозид - Гептаминол - Кальцію добезілат                | - Гливенол - Гинкор-Форт - Доксіум                         |

[джерело?]

### Профілактика варикозу
За незначного варикозного розширення вен нижніх кінцівок доцільно здійснювати профілактичні заходи, до яких належать лікувальна фізкультура, загартовування організму (купання, ванни), вітамінотерапія, носіння компресійних гольфів, панчіх.
Деякі лікувальні і спортивні установи надають послуги гідромасажу, в тому числі й з аромотерапією, яка має м'яку протизапальну дію, знімає початкові прояви трофічних розладів — свербіж, подразнення, гіпергідроз стоп, або, навпаки, їх надмірну сухість.
Практичні поради для запобігання варикозу
- Всі, які тільки можливо, домашні роботи виконуйте сидячи, прямі ноги покладіть на стілець або табуретку.
- Щоденно відпочивайте лежачи 15-20 хвилин, поклавши ноги на подушку, валок. У такому положенні дивіться телевізор, читайте.
- Під час сну ноги також повинні бути на підвищенні.
- Відмовтеся від сонячних ванн і соляріїв — ультрафіолетові промені знижують еластичність тканин.
- Забудьте про гарячу ванну, сауну — все це активізує кровообіг.
- Не носіть панчіх, вузьких штанів, тісного взуття — вони стискують вени ніг, порушують циркуляцію крові.
- Обливайте ноги прохолодною водою. Несильним струменем із шланга «пройдіться» від пальців до п'ят, після цього вгору по гомілці до колінної впадини спочатку по одній нозі, потім — по другій. Так само пройдіться струменем по передній частині ноги — від пальців до коліна.
- Дуже корисно ходити по воді, високо піднімаючи ноги. Взимку можна «потоптатися» у ванні, наповнивши її ледь теплою водою.
- Для жінок — Завжди носіть колготки таких моделей, які фіксують судини, знижують навантаження на вени.
- Щоденно змащуйте гомілки та стопи спеціальними засобами, що зміцнюють тканини, підвищують тонус вен і їх опірність до несприятливих умов. Які саме вам підібрати — порадьтеся з лікарем.